# 사비나 야나투

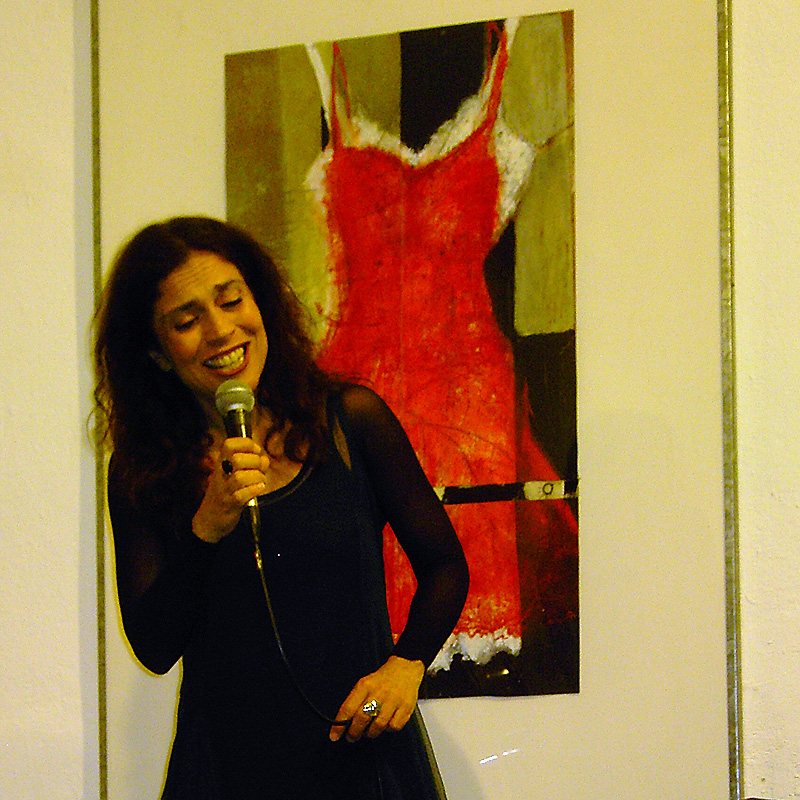
사비나 야나투의 2009년도 모습

사비나 야나투(Σαβίνα Γιαννάτου)는 그리스의 가수이다.

## 삶
클래식 기타 과외를 받고, 어린이 합창단에서 노래하다가 아테나에서 노래 공부를 한 후, 런던에서 음악 공부를 하였다.
1979년에 전문 가수로 활동하기 시작했고, 2년 후 Εδώ Λιλιπούπολη 음반에 참가하여 찬사를 받았다.
1990년대 중반, 재즈와 전통 그리스 음악 연주자들과 함께 Primavera en Salonico라는 밴드를 결성하여, 유태인 음악과 지중해 음악을 시작으로 세계의 다양한 음악을 연주했다.